# Taís Balconi
Tais Bernal Balconi (11 de abril de 1991), conhecida como Tatá, é uma jogadora de rugby sevens e union brasileira.

## Carreira
Tais integrou o elenco da Seleção Brasileira Feminina de Rúgbi de sete que ficou em 9.° lugar na Rio 2016.